# Janusia christianeae
Janusia christianeae är en tvåhjärtbladig växtart som beskrevs av W.R. Anderson. Janusia christianeae ingår i släktet Janusia och familjen Malpighiaceae. Inga underarter finns listade i Catalogue of Life.